# 桂修司
桂 修司（かつら しゅうじ、1975年 -）は、日本の小説家、内科医。『パンデミック・アイ 呪眼連鎖』で宝島社主催の第6回『このミステリーがすごい!』大賞で優秀賞を受賞。

## 作品リスト

### 単著
- 呪眼連鎖（2008年12月 宝島社）
  - 【改題】パンデミック・アイ 呪眼連鎖（2009年11月 宝島社文庫【上・下】）
- 死者の裏切り（2009年11月 宝島社）
  - 【改題】七年待てない 完全犯罪の女（2012年10月 宝島社文庫）

### アンソロジー
「」内が桂修司の作品
- 10分間ミステリー（2012年2月 宝島社文庫）「死を呼ぶ勲章」
- 5分で読める！ ひと駅ストーリー 降車編（2012年12月 宝島社文庫）「本当に無料で乗れます」
- もっとすごい！ 10分間ミステリー（2013年5月 宝島社文庫）「十分後に俺は死ぬ」
- 5分で読める！ ひと駅ストーリー 夏の記憶 東口編（2013年7月 宝島社文庫）「夏の夜の不幸な連鎖」
- 5分で読める！ ひと駅ストーリー 冬の記憶 西口編（2013年12月 宝島社文庫）「断罪の雪」
- 5分で読める！ ひと駅ストーリー 猫の物語（2014年9月 宝島社文庫）「猫と博士と愛の死と」
- 5分で凍る！ ぞっとする怖い話（2015年5月 宝島社文庫）「死を呼ぶ勲章」「本当に無料で乗れます」
- 5分で驚く！ どんでん返しの物語（2016年6月 宝島社文庫）「断罪の雪」
- 10分間ミステリー THE BEST（2016年9月 宝島社文庫）「死を呼ぶ勲章」